# The Suite Life of Zack & Cody
The Suite Life of Zack & Cody is een Amerikaanse comedyserie gecreëerd door Danny Kallis en Jim Geoghan en uitgezonden op Disney Channel, Disney XD en Nickelodeon. De serie is gemaakt voor kinderen. The Suite Life of Zack & Cody is verkrijgbaar in de Amerikaanse iTunes Store.

## Geschiedenis
De serie was vanaf 1 juni 2008 in nagesynchroniseerde vorm in Nederland te zien op Jetix en vanaf 3 oktober 2009 op Disney Channel, bij beide onder de Nederlandse titel Het hotelleven van Zack en Cody. Vanaf 2 november 2009 liep bij Jetix seizoen 2 van de serie. Op 1 januari 2010 werd Jetix vervangen door Disney XD. Disney XD startte op 1 mei 2010 met het uitzenden van afleveringen van seizoen 3. Gemiddeld trokken de afleveringen in Nederland 100.000 kijkers. Van oktober tot december 2010 werden op Disney Channel elke vrijdag twee nieuwe afleveringen van seizoen 3 uitgezonden, respectievelijk om 16 en 18.30 uur, waar het onderdeel was van de Best Friends Friday. In december 2010 begon Disney Channel met The Suite Life on Deck.

## Plot
De eeneiige tweeling Zack en Cody woont met hun moeder Carey in een hotel genaamd The Tipton, gesticht door de vader van London Tipton. De twee zetten met hun gedrag regelmatig het hotel op stelten. De twee jongens zijn heel verschillend. Zack flirt met meisjes, doet niet zijn best op school en is bij tijd en wijle onaardig naar zijn omgeving toe. Het karakter van broer Cody is het tegenovergestelde. Hij is een stuk rustiger, haalt op school hoge cijfers en is veel meer een boekennerd. Beide jongens hebben hun eigen kledingstijl, zich onderscheiden aan de hand van hun kleding is dus mogelijk.
Elke aflevering bevat doorgaans twee verhalen. Een primair plot dat draait om Zack en Cody en een extra plot dat draait om London Tipton (een persiflage op Paris Hilton), de verwende en onbeleefde dochter van de hoteleigenaar, of Zack en Cody's oppas Maddie Fitzpatrick.

## Rolverdeling per seizoen
Legenda
 = Hoofdrol
 = Bijrol
 = Geen rol

### Hoofdrollen
| Dylan Sprouse  | Zack Martin        | 26 | 39 | 22 | 87 |
| Cole Sprouse   | Cody Martin        | 26 | 39 | 22 | 87 |
| Brenda Song    | London Tipton      | 26 | 37 | 22 | 85 |
| Ashley Tisdale | Maddie Fitzpatrick | 26 | 38 | 11 | 74 |
| Phill Lewis    | Mr. Moseby         | 26 | 39 | 22 | 87 |
| Kim Rhodes     | Carey Martin       | 26 | 39 | 22 | 87 |

### Terugkerende personages
| Adrian R'Mante           | Esteban Ramirez    | 12 | 15 | 3 | 30 |
| Brian Stepanek           | Arwin Hawkhauser   | 8  | 11 | 7 | 26 |
| Charlie Stewart          | Bob                | 1  | 8  | 2 | 13 |
| Estelle Harris           | Muriel             | 11 |    | 1 | 12 |
| Sophie Oda               | Barbara Brownstein | 1  | 4  | 5 | 10 |
| Aaron Musicant           | Lance Fishman      | 3  | 1  | 3 | 7  |
| Camilla en Rebecca Rosso | Janice & Jessica   |    | 5  | 1 | 6  |
| Monique Coleman          | Mary Margaret      | 1  | 5  |   | 6  |
| Alyson Stoner            | Max                | 4  | 2  |   | 6  |
| Sharon Jordan            | Irene              |    | 3  | 3 | 6  |
| Robert Torti             | Kurt Martin        | 2  | 1  | 2 | 5  |

## Nederlandse stemmen
| Acteur                                                                             | Rol                | Tijd in de serie |
| ---------------------------------------------------------------------------------- | ------------------ | ---------------- |
| Ralf Mackenbach                                                                    | Zack Martin        | 2008 - 2011      |
| Christian Nieuwenhuizen                                                            | Cody Martin        | 2008 - 2011      |
| Eva Burmeister                                                                     | London Tipton      | 2008 - 2011      |
| Lizemijn Libgott seizoen 1-3 en Laura Vlasblom een paar afleveringen van seizoen 3 | Maddie Fitzpatrick | 2008 - 2011      |
| Ruurt de Maesschalck                                                               | Meneer Moseby      | 2008 - 2011      |
| Hilke Bierman                                                                      | Carey Martin       | 2008 - 2011      |
| Thijs van Aken                                                                     | Esteban            | 2008 - 2011      |
| Huub Dikstaal                                                                      | Arwin              | 2008 - 2011      |
| Patty Paff                                                                         | Muriel             | 2008             |
| Patty Paff                                                                         | Zuster Dominic     | 2009 - 2011      |
| Louis van Beek                                                                     | Kurt (vader)       | 2008 - 2011      |
| Bob van der Houven                                                                 | Patrick            | 2008 - 2011      |
| Jannemien Cnossen                                                                  | Ilsa               | 2008 - 2009      |
| Tara Hetharia                                                                      | Max                | 2008 - 2009      |
| Koen Both                                                                          | Lintworm           | 2008             |
| Rick Mackenbach                                                                    | Bob                | 2008 - 2011      |
| Pip Pellens                                                                        | Barbara            | 2009             |
| Robin Virginie                                                                     | Barbara            | 2009 - 2011      |
| Merel Burmeister                                                                   | Jessica & Janice   | 2009 - 2011      |

## Bekende personages
De serie had veel terugkerende personages en/of beroemde acteurs die in de serie speelden.

### Tipton Hotel
| Acteur                     | Rol                                              | Beroep in hotel |
| -------------------------- | ------------------------------------------------ | --------------- |
| Bob Joles (stem)           | Wilfred Tipton                                   | Hoteleigenaar   |
| Adrian R'Mante             | Esteban Julio Ricardo Montoya de la Rosa Ramírez | Piccolo         |
| Brian Stepanek             | Arwin Q. Hawkhauser                              | Klusjesman      |
| Patrick Bristow            | Patrick                                          | Gastheer        |
| Estelle Harris             | Muriel                                           | Werkster        |
| Aaron Musicant             | Lance                                            | Badmeester      |
| Sharon Jordan              | Irene                                            | Receptioniste   |
| Anthony Acker              | Norman                                           | Portier         |
| Brenda Vivian              | Deborah                                          | Werkster        |
| Bo Crutcher                | Skippy                                           | Manager         |
| Emily Morris               | Rose                                             | Werkster        |
| Chris Doyle en Rick Sawaya | Rich & Gary                                      | Obers           |
| Jerry Kernion              | Chef Paolo                                       | Chef            |
| Kara Taitz                 | Millicent                                        | Werkster        |
| Naomi Chan                 | Grace                                            | Werkster        |

### De Onze Lieve Vrouwenschool
| Acteur                | Rol             | Opmerking          |
| --------------------- | --------------- | ------------------ |
| Marianne Muellerleile | Zuster Dominick | Lerares            |
| Mindy Sterling        | Zuster Rose     | Lerares gymnastiek |
| Monique Coleman       | Mary Margaret   | Leerling           |
| Vanessa Anne Hudgens  | Corrie          | Leerling           |
| Kaycee Stroh          | Leslie          | Leerling           |

### Vrienden van Zack en Cody
| Acteur            | Rol                |
| ----------------- | ------------------ |
| Alyson Stoner     | Max                |
| Dennis Bendersky  | Lintworm           |
| Charlie Stewart   | Bob                |
| Camilla Rosso     | Janice             |
| Rebecca Rosso     | Jessica            |
| Sophie Tamiko Oda | Barbara Brownstein |
| Nicki Prian       | Darlene            |
| Gus Hoffman       | Warren             |
| Allie Grant       | Agnes              |
| Gage Golighty     | Vanessa            |
| Selena Gomez      | Gwen               |

### Andere personages
| Acteur            | Rol                                                      | Opmerkingen                                    |
| ----------------- | -------------------------------------------------------- | ---------------------------------------------- |
| Caroline Rhea     | Ilsa Shickelgrubermeiger-Von Helsing der Keppelugerhofer | Inspecteur, later hotelmanager Sint Marc Hotel |
| Cody Arens        | Liam Fitzpatrick                                         | Maddie's kleine broer                          |
| T Lopez           | Brandi Tipton                                            | Londons stiefmoeder                            |
| Robert Torti      | Kurt Martin                                              | Zack en Cody's vader                           |
| Ernie Grunwald    | Meneer Forgess                                           | Zack en Cody's leraar                          |
| Nathan Kress      | Jamie                                                    |                                                |
| Sammi Hanratty    | Holly                                                    | Oplichtster samen met haar vader               |
| Jake Abel         | Kirk                                                     | Date van London                                |
| Scott Halberstadt | Dirk                                                     | Date van Maddie                                |
| Brittany Curran   | Chelsea                                                  | Vriendin van London                            |

### Memorabele gastrollen
| Acteur            | Rol            | Opmerkingen                                             |
| ----------------- | -------------- | ------------------------------------------------------- |
| Jaden Smith       | Karate Kid     |                                                         |
| Jesse McCartney   | Zichzelf       |                                                         |
| Zac Efron         | Trevor         | Londons date; toch zoent hij uiteindelijk Maddie        |
| Vanessa Hudgens   | Mary           | Schoolmeisje dat fan is van London; vriendin van Maddie |
| Monique Coleman   | Margrath       | Vriendin van London & Maddie                            |
| Raven-Symoné      | Raven Baxter   | Modeontwerpster, vriendin van Maddie                    |
| Miley Cyrus       | Hannah Montana | Trad op op Londons verjaardag                           |
| Moisés Arias      | Randall        | Kind op kinderopvang, verliefd op Maddie                |
| Victoria Justice  | Rebecca        | Kindermodel                                             |
| Kumiko Mori       | Zichzelf       | Zangeres                                                |
| Neil Joshi        | Prins Sanjay   | Vriend van Zack & Cody                                  |
| Chris Brown       | Zichzelf       |                                                         |
| The Veronicas     | Zichzelf       | Spelen in serie over Zack & Cody                        |
| The Cheetah Girls | Zichzelf       |                                                         |
| Tony Hawk         | Zichzelf       |                                                         |

## Trivia
- De achtergrondmuziek in de aflevering Kisses & Basketball, is afgeleid van het nummer Get ready for This van 2 Unlimited.

## Afleveringen
| Seizoen   | Afleveringen | Uitgezonden in de Verenigde Staten | Uitgezonden in Nederland |
| --------- | ------------ | ---------------------------------- | ------------------------ |
| Seizoen 1 | 26           | 2005-2006                          | 2008                     |
| Seizoen 2 | 39           | 2006-2007                          | 2009-2010                |
| Seizoen 3 | 22           | 2007-2008                          | 2010                     |